# Hypochilus bonneti
Hypochilus bonneti  (лат.) — вид абажуровых пауков рода Hypochilus из семейства Hypochilidae. Северная Америка: США.

## Распространение
Эндемик штата Колорадо (США). Найден в том числе в каньонах и пещерах: Fly Cave (округ Фримонт), Manitou Grand Caverns (округ Эль-Пасо), и в каньоне Black Canyon в национальном парке Чёрный Каньон Ганнисона.

## Описание
Среднего размера пауки, длина самцов до 8 мм (самки крупнее — до 12,4 мм).
Вид Hypochilus bonneti был впервые описан в 1964 году американским зоологом Виллисом Джоном Герчем (Willis John Gertsch, 1906—1998).
Валидный статус был подтверждён в ходе родовой ревизии 1987 году в американским арахнологом Норманом Платником (Norman I. Platnick; р.1951; Американский музей естественной истории, Манхэттен, Нью-Йорк, США). Таксон Hypochilus bonneti включён в род Hypochilus. Видовое название H. bonneti дано в честь крупного французского арахнолога Пьера Бонне (Dr. Pierre Bonnet, 1897—1990).